# Margonia himalayensis
Margonia himalayensis är en spindelart som först beskrevs av Gravely 1924.  Margonia himalayensis ingår i släktet Margonia och familjen vargspindlar. Inga underarter finns listade i Catalogue of Life.